# NGC 5451
NGC 5451 – chmura gwiazd i obszar H II w galaktyce Messier 101 znajdującej się w gwiazdozbiorze Wielkiej Niedźwiedzicy. Odkrył ją 27 kwietnia 1851 roku Bindon Stoney – asystent Williama Parsonsa.

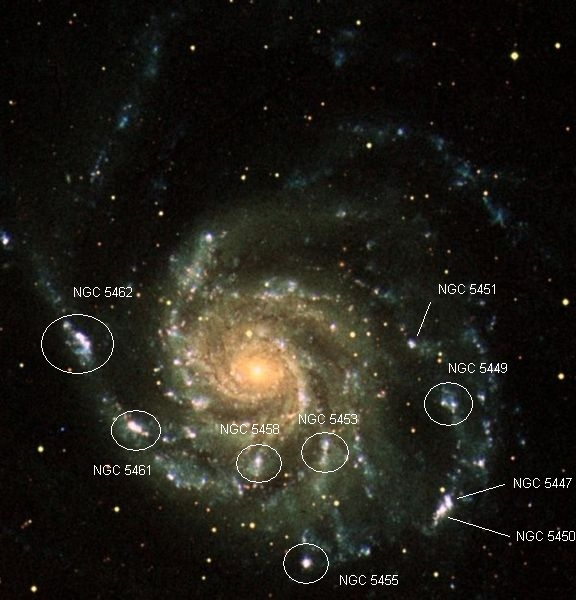
Galaktyka Messier 101. NGC 5451 to mały jasny obszar po prawej stronie zdjęcia (NASA).